# Crabier de Gray
Ardeola grayii
Espèce
Répartition géographique
Statut de conservation UICN

 LC  : Préoccupation mineure

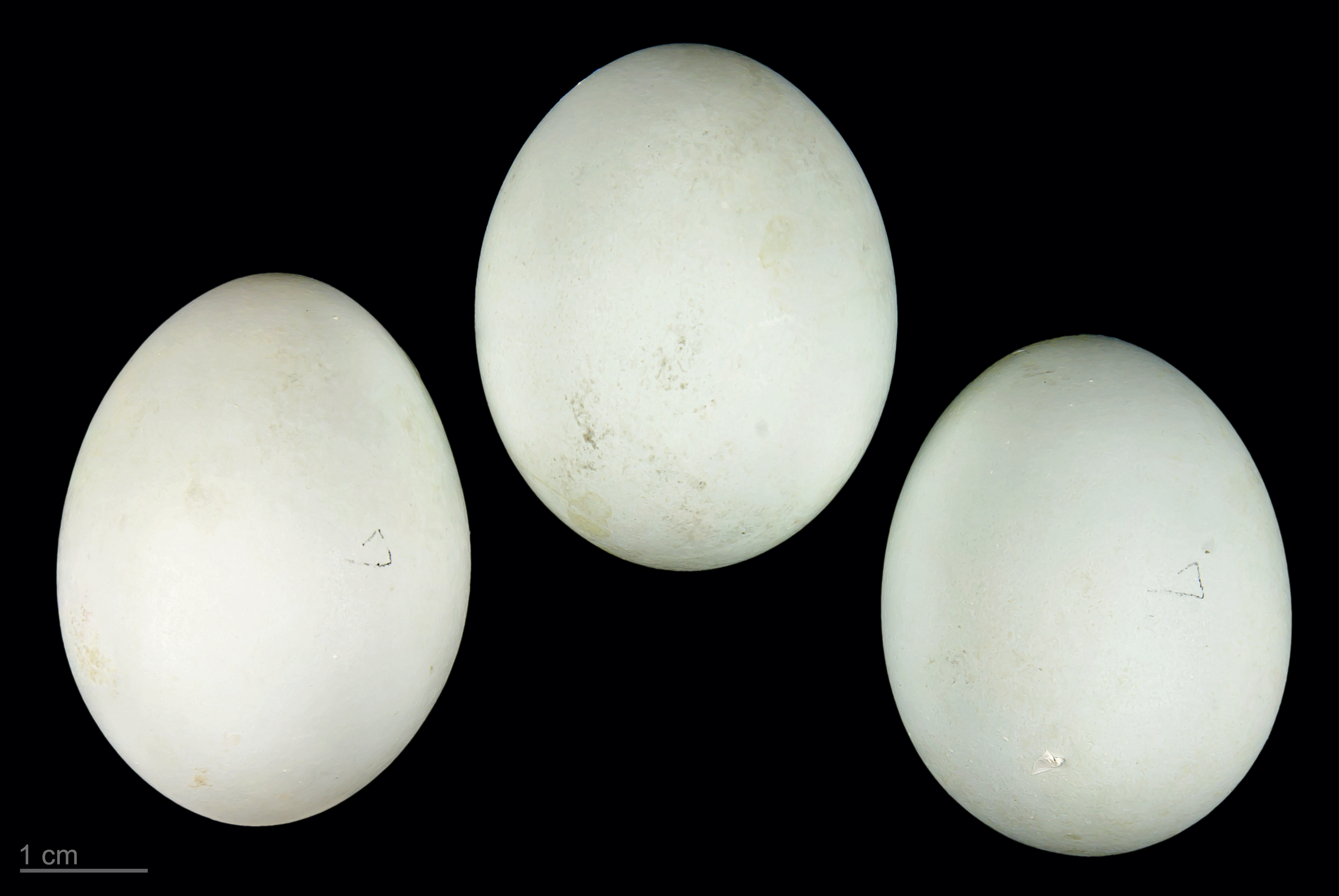
Ardeola grayii - MHNT

Le Crabier de Gray (Ardeola grayii) est une espèce d'oiseaux aquatiques de la famille des Ardeidae. Son nom célèbre John Edward Gray (1800-1875).
C’est un petit héron commun dans la plupart des habitats aquatiques du sous-continent indien. Cette espèce se reproduit dans le sud de l'Iran, au Pakistan, en Inde, au Myanmar, au Bangladesh et au Sri Lanka. Bien que largement répandu et très commun, il peut facilement passer inaperçu lorsqu'il tend des embuscades à ses proies au bord de petits plans d'eau ou encore lorsqu'il se perche près des habitations humaines.

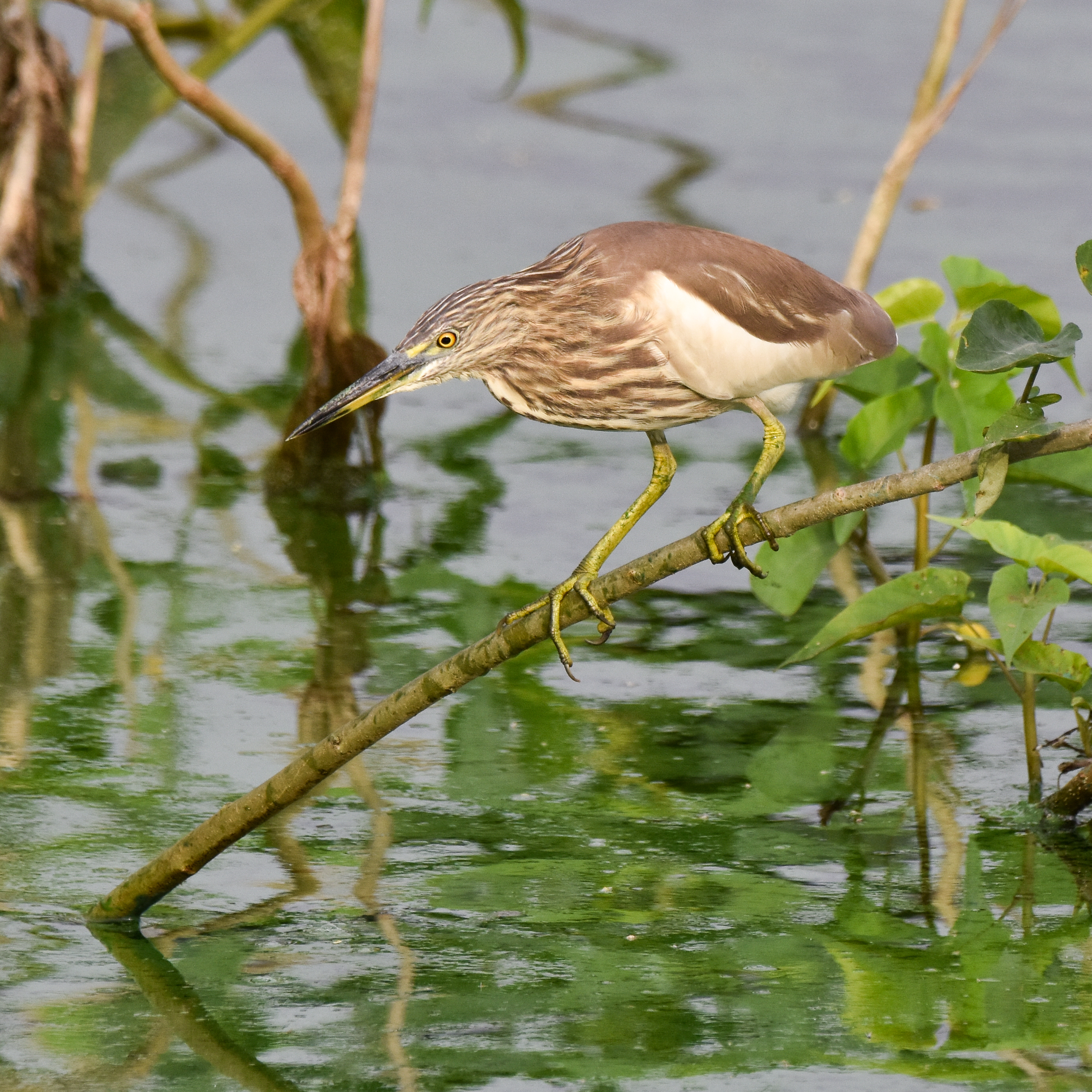
Un crabier de gray dans un étang du Tamil Nadu, Inde. Janvier 2022.